# 厄加勒斯角

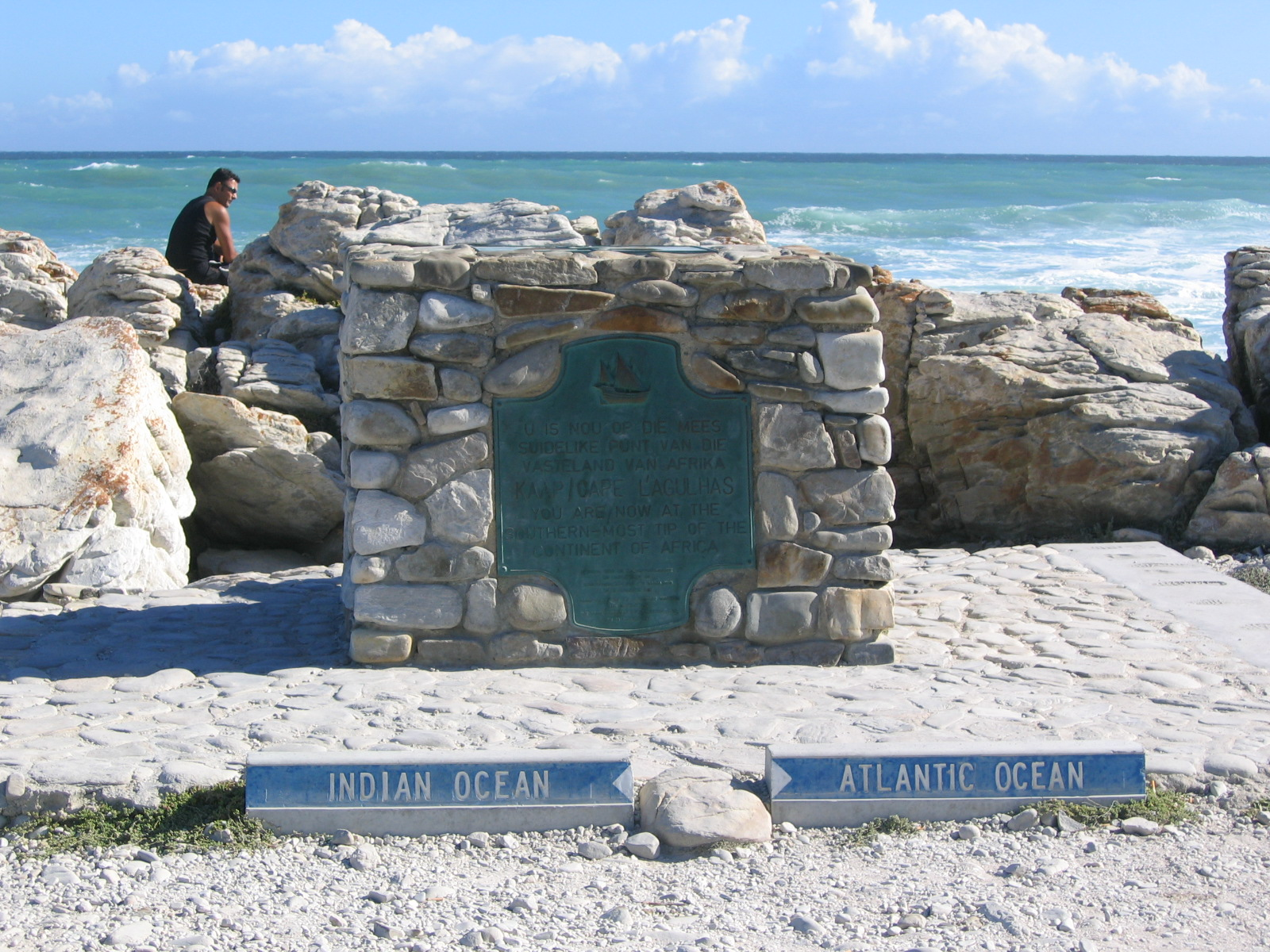
大西洋與印度洋的界碑，位於厄加勒斯角

厄加勒斯角（葡萄牙語：Cabo das Agulhas，又譯阿古拉斯角或阿姑雅斯角），是非洲大陸的最南端，位於南緯34度49分42秒，東經20度00分33秒，厄加勒斯角同時被定義為印度洋與大西洋的交界，在历史上厄加勒斯角是一个著名的危险海区。

## 地理

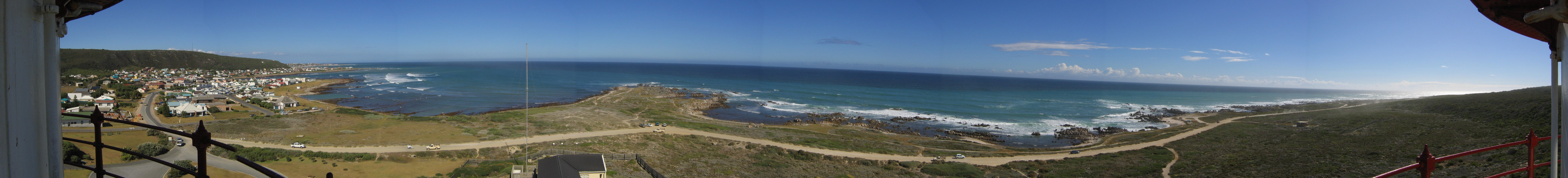
厄加勒斯角

厄加勒斯角是非洲大陆的最南端，位于開普敦东南约170千米的乡村地区。葡萄牙航海家将它命名为厄加勒斯角，其意译为“针角”，这个名字的来源是在这个地区磁北极与地理北极的方向正好一致。在行政区劃上厄加勒斯角属于南非西开普省厄加勒斯角区。
国际海道测量组织将厄加勒斯角定义为印度洋和大西洋的分界点。在厄加勒斯角南边温暖的厄加勒斯海流沿非洲东海岸流入印度洋。部分海流的水在厄加勒斯角形成一环流被反射进入南大西洋，向邻近的海洋带来热量和盐度。这个过程是全球热量和盐度交换的大洋温盐环流的重要一环。

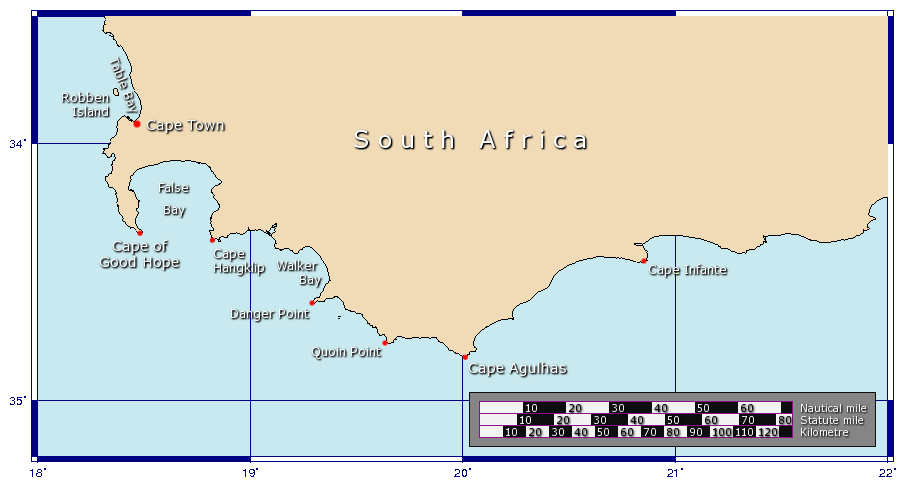
厄加勒斯角和好望角的地图

与好望角不同的是厄加勒斯角不十分著名，也不非常显眼。它由一系列由石海岸组成的缓慢转向的海岸线。一个测量地标标志着厄加勒斯角的位置，否则的话很难找出厄加勒斯角的精确位置。海岸附近的水相当浅，是南非的一个著名渔场。
组成厄加勒斯角的石头属于桌山组，有时也被称为桌山沙岩。它们与桌山、开普角和好望角的壮观的石岩等地质结构息息相关。

### 船难

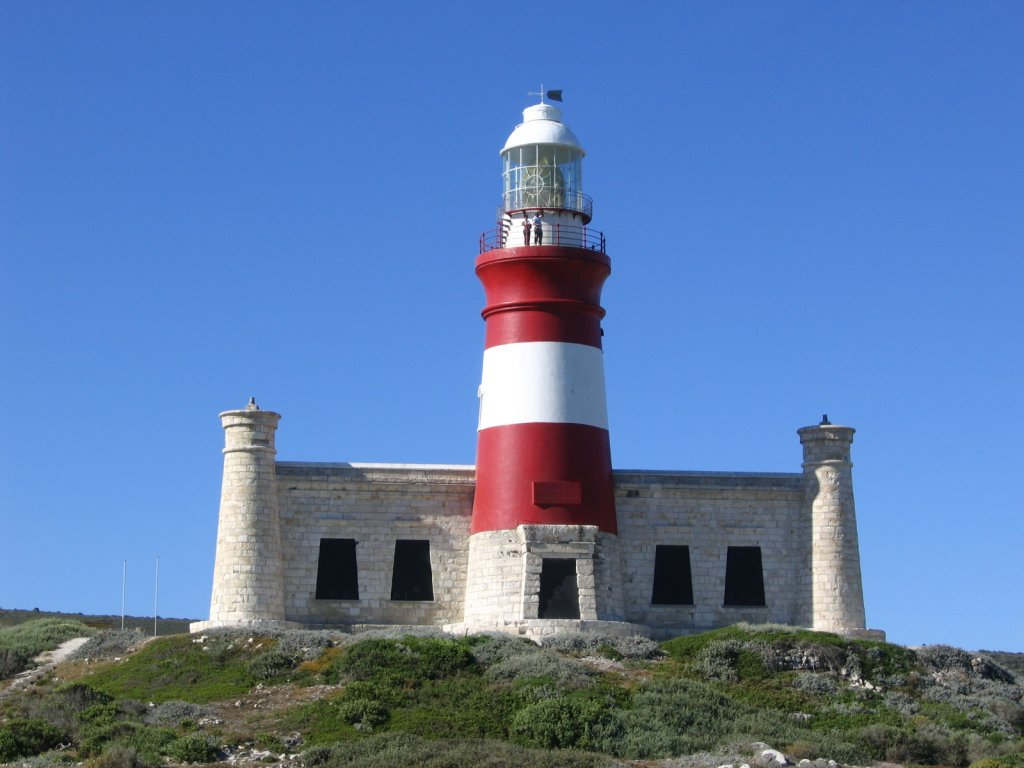
厄加勒斯角灯塔

厄加勒斯角海域的冬季风暴和巨浪是非常著名的。这里的巨浪可以达30米高，甚至大船会遭到海难。许多因素导致这个状况。在这里从西向东刮的自然的咆哮40度与寒冷的南极绕极流的方向相同，与厄加勒斯角地区温暖的厄加勒斯海流相争。这些互相争斗的海流的密度不同，而西风的方向与厄加勒斯海流的方向正好相反。这些不同的风和海流会造成非常危险的海浪。加上厄加勒斯角前的水比较浅。当地的大陆架从厄加勒斯角向南一直延伸250千米，此后陡然降落到深海平原。
因此厄加勒斯角是著名的危险海区，当地已经有许多船只沉没。从1848年开始这里有一个灯塔。